# Kieferorthopädische Indikationsgruppen
Die Kieferorthopädischen Indikationsgruppen (KIG) sind in Deutschland das befundbezogene Einteilungsschema zur Einstufung des Behandlungsbedarfs im Rahmen des kieferorthopädischen Indikationssystems. Der KIG löste zum 1. Januar 2002 das bis dahin geltende therapieorientierte Indikationssystem ab.
Anhand der kieferorthopädischen Indikationsgruppen stellt der Kieferorthopäde fest, ob eine Fehlstellung der Zähne (Zahn- und/oder Kieferfehlstellung) vorliegt, für deren Behandlung der Versicherte einen Leistungsanspruch gegen seine Krankenkasse hat. Hierzu stuft er den Befund in einen der fünf Behandlungsbedarfsgrade ein. Die Krankenkassen übernehmen Leistungszahlungen für Behandlungen der Schweregrade 3 bis 5. Die Behandlungskosten bei Grad 1 und 2 werden nicht von den Krankenkassen übernommen, da diese Behandlungen nicht zum Leistungskatalog der GKV gehören und nur als Privatleistung erfolgen können.
- Grad 1 umfasst die leichten Zahnfehlstellungen, deren Behandlung aus ästhetischen Gründen wünschenswert sein kann, jedoch nicht zu Lasten der Krankenkassen.
- Grad 2 umfasst Zahnfehlstellungen geringer Ausprägung, die zwar aus medizinischen Gründen eine Korrektur erforderlich machen, deren Kosten jedoch nicht von den Krankenkassen übernommen werden.
- Grad 3 umfasst ausgeprägte Zahnfehlstellungen, die aus medizinischen Gründen eine Behandlung erforderlich machen.
- Grad 4 umfasst stark ausgeprägte Zahnfehlstellungen, die aus medizinischen Gründen dringend eine Behandlung erforderlich machen.
- Grad 5 umfasst extrem stark ausgeprägte Zahnfehlstellungen, die aus medizinischen Gründen unbedingt eine Behandlung erforderlich machen.

Der Behandlungsbedarf kann sich prinzipiell aus elf Ursachengruppen ergeben. Abhängig vom jeweiligen Schweregrad erfolgt dann die Einstufung in die Grade 1 bis 5:
- Entwicklungsstörungen im Kopfbereich
- Zahnunterzahl (Hypodontie)
- Zahndurchbruchsstörung
- distale Bisslage (meist durch Rücklage des Unterkiefers)
- mesiale Bisslage (meist durch vorstehenden Unterkiefer, Progenie)
- Offener Biss
- tiefer Biss
- Bukkalokklusion oder Lingualokklusion (Kreuzbiss im Seitenzahnbereich)
- Abweichung der Kieferbreiten (z. B. Kopfbiss)
- Kontaktpunktabweichungen (z. B. Engstand)
- Platzmangelsituation

Die Kieferorthopädischen Indikationsgruppen wurden eingeführt, um die Ausgaben der GKV für die kieferorthopädische Behandlung zu begrenzen (siehe auch: Priorisierung medizinischer Leistungen, Zwei-Klassen-Medizin, Wirtschaftlichkeitsgebot). Kieferorthopädische Behandlungen sind sehr kostenintensiv und eine wissenschaftliche Grenzziehung zwischen behandlungsbedürftig und nicht behandlungsbedürftig wird seit 1900 mit wechselnden Ergebnissen diskutiert. Die Übergänge zwischen normalem Gebiss (Eugnathie) und Fehlbiss (Dysgnathie) sind fließend. Im Laufe der Jahre wuchs der kieferorthopädische Behandlungsbedarf immer weiter an, da sich die Grenzen in Richtung kosmetische Korrekturen der Zahnstellung verschoben haben. Im Rahmen des Wirtschaftlichkeitsgebotes nach § 12 SGB V, dem die Behandlung von gesetzlich versicherten Patienten unterliegt, sah sich der Gesetzgeber zu einschneidenden Leistungskürzungen bei der kieferorthopädischen Behandlung genötigt und führte die sehr restriktiven kieferorthopädischen Indikationsgruppen ein.
Um die Entscheidung des Kieferorthopäden nachprüfbar zu machen, insbesondere für Gutachter und Krankenkassen im Rahmen des Beantragungs- und Genehmigungsverfahrens, aber auch um gegenüber den fordernden Eltern der behandlungsbedürftigen Kinder ein objektives Entscheidungs- und Rechtfertigungskriterium zu haben, basieren die Indikationsgruppen auf objektiven Messungen (im Millimeterbereich) am Gipsmodell des Kiefers.
In Österreich wird seit 2015 in ähnlicher Weise der Index of Orthodontic Treatment Need (IOTN) verwendet.